# 129973 Michaeldaly
129973 Michaeldaly este o planetă minoră (asteroid) din centura de asteroizi. A fost descoperită pe 30 octombrie 1999 la Catalina Station⁠(d) de Catalina Sky Survey. 
Obiectul prezintă o orbită caracterizată de o semiaxă mare de 2,6731738604558 UAi, o excentricitate de 0,18, o înclinație de 12,6 ° în raport cu ecliptica.